# K.A. Applegate
Katherine Alice Applegate (ur. 19 lipca 1956 w Ann Arbor) – amerykańska pisarka, autorka książek fantastycznych oraz licznych książek dla dzieci i młodzieży. W sumie, napisała ich ponad sto pięćdziesiąt. Autorka romansów z serii Harlequin.
Często tworzy pod pseudonimami, takimi jak: L.E. Blair, Katherine Kendall, Beth Kincaid, A.R. Plumb oraz Pat Pollari.
Do jej znanych w Polsce utworów należą Remnants, Everworld i Animorphs oraz cykl powieści dla nastolatek Wesoła czwórka (ang. Girl Talk).
W przeszłości mieszkała w Teksasie, na Florydzie, Kalifornii, w Minnesocie oraz Illinois, a obecnie - w Chapel Hill w Północnej Karolinie.
Jest także twórcą powieści: Elizabeth Benning, Alida E. Young, Chris Archer.

## Wybrana twórczość

### Serie książek
- romanse Harlequin (pod pseudonimem Katherine Kendall),
- Wesoła czwórka (pod pseudonimem  L. E. Blair),
- Ocean City (wznowione jako Making Waves),
- Summer (znane również jako Making Waves),
- Boyfriends/Girlfriends (wznowione jako Making Out),
- Barf-O-Rama (pod pseudonimem  Pat Pollari),
- Disney's The Little Mermaid,
- Disney's Aladdin (częściowo pod pseudonimem A. R. Plumb),
- Silver Creek Riders (pod pseudonimem Beth Kincaid),
- Love Stories,
- The Story of Two American Generals: Benjamin O. Davis Jr. and Colin L. Powell,
- The Very Best Jinx McGee,
- Disney's Christmas with all the Trimmings: Original Stories and Crafts from Mickey Mouse and Friends,
- Disney's Enter if you Dare: Scary Tales from the Haunted Mansion (pod pseudonimem Nicholas Stephens).

### SeriaAnimorphs
1. The Invasion (Inwazja)
2. The Visitor (Przybysz)
3. The Encounter (Spotkanie)
4. The Message (Wiadomość)
5. The Predator (Drapieżnik)
6. The Capture (Pojmanie)
7. The Stranger (Nieznajomy)
8. The Alien (Obcy)
9. The Secret (Tajemnica)
10. The Android (Android)
11. The Forgotten (Pętla)
12. The Reaction (Reakcja)
13. The Change (Przemiana)
14. The Unknown (Nieznane)
15. The Escape
16. The Warning
17. The Underground
18. The Decision
19. The Departure
20. The Discovery
21. The Threat
22. The Solution
23. The Pretender
24. The Suspicion
25. The Attack
26. The Exposed
27. The Experiment
28. The Sickness
29. The Reunion
30. The Conspiracy
31. The Separation
32. The Illusion
33. The Prophecy
34. The Proposal
35. The Mutation
36. The Weakness
37. The Arrival
38. The Hidden
39. The Other
40. The Familiar
41. The Journey
42. The The Test
43. The Unexpected
44. The Revelation
45. The Deception
46. The Resistance
47. The Return
48. The Diversion
49. The Ultimate
50. The Absolute
51. The Sacrifice
52. The Answer
53. The Beginning

### SeriaRemnants
1. The Mayflower Project
2. Destination Unknown
3. Them
4. Nowhere Land
5. Mutation
6. Breakdown
7. Isolation
8. Mother, May I?
9. No Place Like Home
10. Lost and Found
11. Dream Storm
12. Aftermath
13. Survival
14. Begin Again

### SeriaEverworld
1. Everworld #1: Search for Senna
2. Everworld #2: Land of Loss
3. Everworld #3: Enter the Enchanted
4. Everworld #4: Realm of the Reaper
5. Everworld #5: Discover the Destroyer
6. Everworld #6: Fear the Fantastic
7. Everworld #7: Gateway to the Gods
8. Everworld #8: Brave the Betrayal
9. Everworld #9: Inside the Illusion
10. Everworld #10: Understand the Unknown
11. Everworld #11: Mystify the Magician
12. Everworld #12: Entertain the End

### Inne
1. Megamorphs 1: The Andalite's Gift
2. Megamorphs 2: In the Time of Dinosaurs
3. Megamorphs 3: Elfangor's Secret
4. Megamorphs 4: Back to Before
5. The Andalite Chronicles
6. The Hork-Bajir Chronicles
7. The Ellimist Chronicles
8. Visser
9. Home of the Brave
10. The Buffalo Storm